# Albert Ortega Fornesa
Albert Ortega Fornesa (Barcelona, 18 de novembre de 1998) és un corredor d'esquí alpí català. Competeix amb l'equip Rossignol i La Molina Club d'Esports.
Membre d'una família amb diversos esquiadors, des de petit va destacar en l'esquí alpí. Es va formar a la Federació Catalana d'Esports d'Hivern, cinc anys al Centro de Tecnificación de Sierra Nevada i dos a la Vall d'Aran.
El 2023 va aconseguir quedar vuitè al campionat del món a Courchevel-Méribel. El 23 de gener del 2024 va completar la segona mànega a l'slàlom gegant a Schladming (Àustria), convertint-se així en el primer esquiador de l'equip espanyol que assoleix aquesta fita des de 1973, assolint la 27 posició.

## Resultats al Campionat del Món
| Any  | Edat |   |    |    | Descens | Combinada | Paral·leles | Prova per equips |
| ---- | ---- | - | -- | -- | ------- | --------- | ----------- | ---------------- |
| 2021 | 22   | — | 21 | 22 | —       | 12        | —           | —                |
| 2023 | 24   | — | 23 | 33 | —       | 8         | —           | —                |